# 西日本新聞
西日本新聞（にしにっぽんしんぶん）は、福岡県福岡市に本社を置く株式会社西日本新聞社が発行している日刊新聞である。 
ブロック紙に分類され、北海道新聞、中日新聞（東京新聞）と共にブロック紙3社連合を結成している。ブロック紙3紙の中では最も販売部数が少ない。

## 概要
本社のある福岡県のほか、佐賀県・長崎県・大分県・熊本県の北部九州5県で販売されているが、福岡以外の県ではそれぞれの県紙に販売シェアで圧倒されている。福岡市・久留米市といった福岡県南西部では、特に購読率が高い。北九州都市圏では逆に、毎日新聞や朝日新聞といった全国紙に大きく水をあけられている。福岡県に隣接する佐賀県（唐津市、鳥栖市並びに三養基郡）、熊本県荒尾市並びに大分県日田市、さらに長崎県佐世保市と福岡市との関係が強い壱岐市・対馬市では、西日本新聞が県紙を抑えて購読率が高い。
福岡県と佐賀県のうち佐賀市中心部と鳥栖市・三養基郡基山町の一部地域のみ朝夕刊セット、その他の地域は朝刊（統合版）のみ発行されている。JRの福岡県内の駅（博多駅や小倉駅など）と佐賀駅、鳥栖駅、新鳥栖駅および唐津駅の構内にあるJR九州リテールの運営するコンビニ「ファミリーマート」では朝刊に加えて夕刊も販売されている。なお、佐賀県版、長崎県版および北九州本社発行版では、朝刊1面題字下に「佐賀」「長崎」「北九州」と表記されている。
過去には山口県・宮崎県・鹿児島県・沖縄県でも販売されていた。山口県内では、本紙と中国新聞とでエリアが重複し、競合していた。ブロック紙同士の競合は全国でもここだけであったが、2009年3月10日本紙の社会面で「3月31日付をもって、山口県内での西日本新聞及び西日本スポーツの発行を取りやめる」ことを掲載し、同年3月31日をもって山口県内での発行を打ち切り、山口市と下関市にあった支局も閉鎖された。またその後、沖縄タイムスと琉球新報の2強状態である沖縄県向けの発行も打ち切り、同年7月末には那覇支局も閉鎖された。
また、宮崎県・鹿児島県では、地元紙や他の全国紙よりも、発行部数が少なかったため、2010年から宮崎・鹿児島両県の県域地方版を一本化して「南九州ワイド版」に、番組表も両県同一の内容に再編したが、2018年3月31日をもって、両県での発行は打ち切られ（西日本スポーツも同様）、延岡市と薩摩川内市にあった支局も閉鎖された。
一方、同じ県内でありながら、長らく大手全国紙（毎日新聞・朝日新聞・読売新聞・日本経済新聞）が西部本社を置いていたため、手薄になっていた北九州地域の取材力・販売の強化を図るため、北九州支社の本社昇格とともに、北九州地域向け紙面は、1面を独自紙面化したものの、北九州市近郊での現地印刷までには至っていない。また、夕刊を全国の有力紙では初めて1面を4分割し、題字を横組みに変更するなど大幅刷新した（当初は土曜日付のみ、その後、平日にも拡大）。

### 発行部数
- 発行部数は、朝刊が349,365部、夕刊が33,690部（2024年7~12月、日本ABC協会）[4]。

| 地域       | 2023年7~12月 ABC平均部数 |
| ---------- | ------------------------ |
| 都市福岡版 | 172,729                  |
| 北九州版   | 18,270                   |
| 筑後版     | 72,976                   |
| 筑豊版     | 24,178                   |
| 佐賀県版   | 19,149                   |
| 長崎県版   | 24,988                   |
| 熊本県版   | 4,978                    |
| 大分県版   | 8,362                    |

### あなたの特命取材班
2018年1月から、西日本新聞の編集局は「記者と読者が共に作る、新しい報道」として、「あなたの特命取材班」（通称:「あな特」）を開始した。通常、新聞社やテレビ局といったマスメディアは行政機関や警察などへの当局取材や記者による調査報道を元にして、読者や視聴者に何を知らせるべきかを判断した上で報じていた。あな特では読者からの疑問や悩み事を西日本新聞の記者が調査し、取材を通して判明した事実や経緯を企業や行政にぶつけ、読者の要望に応える「オンデマンド調査報道」を目指している。

## 歴史
- 1877年（明治10年）- 前身である「筑紫新聞」創刊
- 1878年（明治11年）- 「めさまし新聞」創刊
- 1879年（明治12年）- 「めさまし新聞」が「筑紫新報」に改題。
- 1880年（明治13年）- 「筑紫新聞」と「筑紫新報」が合併して「福岡日日新聞」創刊
- 1887年（明治20年）- 「福陵新報」創刊
- 1898年（明治31年）- 「福陵新報」が「九州日報」に改題
- 1942年（昭和17年）8月10日 -「西日本新聞」、福岡日日新聞合資会社から発刊（現発行元発足は翌年）
- 1943年（昭和18年）4月17日 - 新聞統制により福岡日日と九州日報が福岡日日を実質の存続会社として合併、現発行元の西日本新聞社が発足、「九州日報」終刊
- 1967年（昭和42年）7月4日 - 特に北九州地域で影響力を持っていた毎日新聞西部本社が朝夕刊セット地区向けの地方版を2ページ化した事に対抗し、地方版を3ページ化
- 1994年（平成6年）11月27日 - 紙齢40,000号
- 2001年（平成13年）1月1日 - 題字・紙面レイアウトを一新
- 2009年（平成21年）3月31日 - この日限りで山口県と沖縄県での発行・販売を終了
- 2010年（平成22年）7月3日 - 土曜の夕刊を刷新
- 2010年（平成22年）10月1日 - 北九州本社発足に合わせ北九州版を独自紙面化
- 2012年（平成24年）4月1日 - 子どもから大人まで楽しめる紙面「もの知りタイムズ」スタート。キャラクターの愛称は「わキャッタピー」
- 2013年（平成25年）11月6日 - 夕刊を横並びの題字に刷新、「暮らしプラス」の副題が付く
- 2017年（平成29年）4月4日 - 福岡県内総合版を2ページ（月曜除く）に拡大、都市圏版、筑後版、筑豊版、北九州・京築版の紙面内容も大幅リニューアル
- 2018年（平成30年）1月1日 - 元日の朝刊で「あなたの特命取材班」をスタート
- 2018年（平成30年）3月31日 - この日限りで宮崎県と鹿児島県での発行・販売を終了
- 2019年（令和元年）5月1日 - 25年ぶりの料金改定[8][9]。月ぎめ購読料4037円から4400円、１部売りは140円から150円に。
- 2019年（令和元年）9月 - 紙媒体とデジタル媒体を同等に位置づけ、多メディア発信する「統合編集」を開始。
- 2023年（令和5年）2月11日 - 紙齢50,000号到達
- 2024年（令和6年）5月1日 - 5年ぶりの料金改定。月ぎめ購読料4400円から4900円、１部売りは150円から160円に。[10]
- 2024年 -『日本の巨大ロボット群像―巨大ロボットアニメ、そのデザインと映像表現―』により、星雲賞自由部門を受賞（西日本新聞イベントサービス、ぴあ（企画）、山口洋三（監修）、廣田恵介、タルカス（五十嵐浩司）の共同受賞）。

## 地域版

### 福岡県内
- 福岡ワイド版
  - 都市圏中央版
  - 都市圏南部版
  - 都市圏東部版
  - 都市圏西部版
  - 筑後版
  - 筑豊版
- 北九州版
  - 八幡・若松・中間・遠賀版（火曜）
  - 小倉・門司・戸畑版（水曜）
  - 京築版（北九州本社発足後は木曜）

### 福岡県外
- 佐賀県版
  - 佐賀中央版（佐賀市・神埼市他）
  - 鳥栖三養基版（鳥栖市・三養基郡）
  - 北部広域版（唐津市他）
  - 西部広域版（武雄市・伊万里市・鹿島市他）
- 長崎県南版（長崎市・諫早市・大村市・島原市・五島市他）
- 長崎県北版（佐世保市・平戸市・松浦市・壱岐市・対馬市他）
- 熊本県版
- 大分県版
  - 日田玖珠版

- かつて存在していた地域版
  - 山口県版（2009年3月31日限りで発行終了）
  - 南九州ワイド版（宮崎県・鹿児島県) 
    - 2009年4月1日より、旧・宮崎県版と鹿児島県版を統合して南九州版に再編したが、両県併せても2千部ほどしかなく、採算が合わなかった。2018年3月31日限りで発行終了。

## 新聞販売所

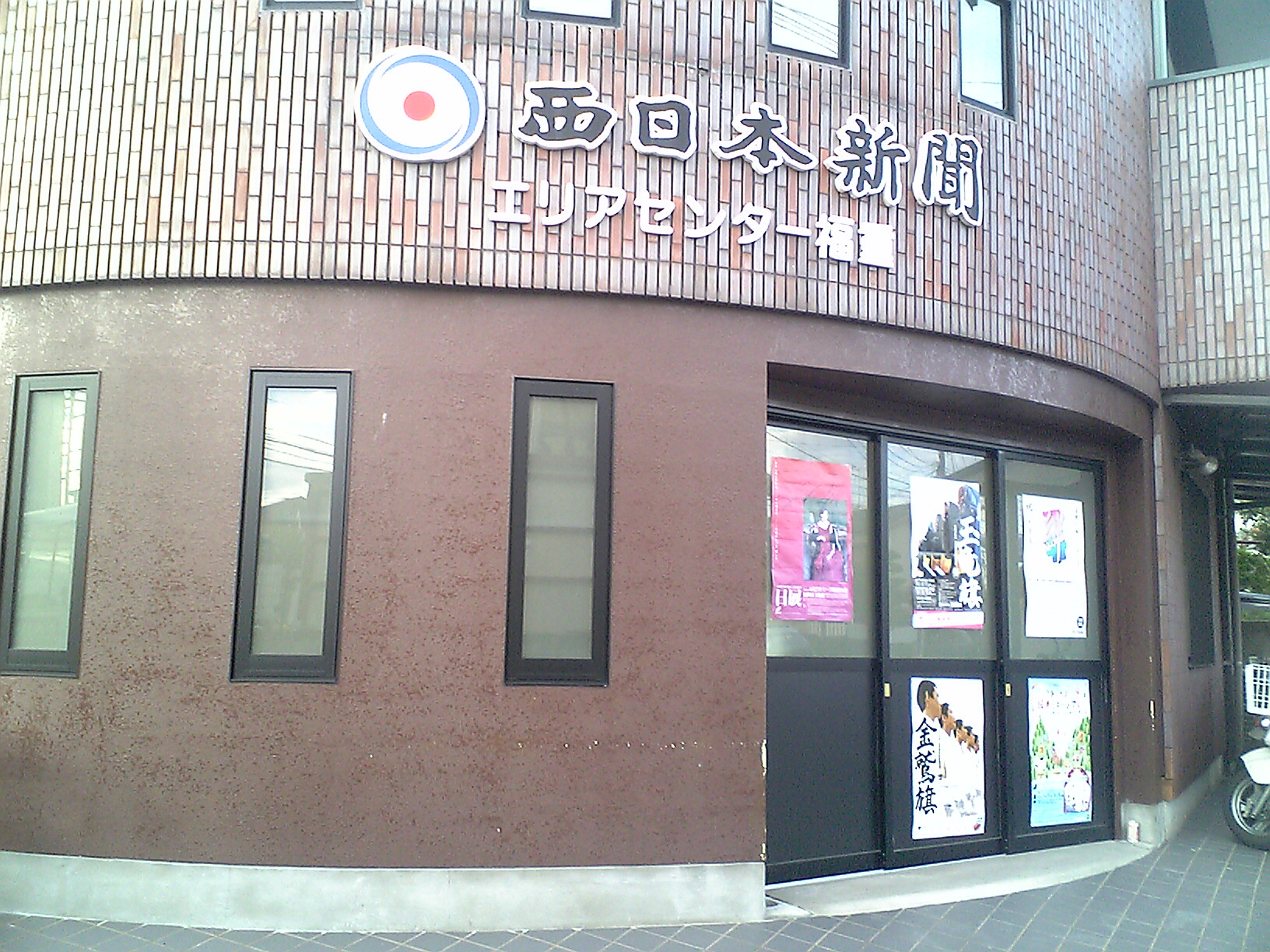
西日本新聞エリアセンター福重（福岡市西区）

「西日本新聞エリアセンター (西日本AC)」の名称で新聞販売所を展開している。ただし、久留米市・佐賀市の一部店舗や、福岡都市圏の店舗では、産経新聞も委託販売している。佐賀県や長崎県や大分県の店舗では、日本経済新聞（日経）も委託販売している。熊本県では、西日本新聞と西日本スポーツ（西スポ）を、地元紙の熊本日日新聞（熊日）か全国紙の販売所に、販売委託している。
※2009年（平成21年）9月30日迄、長崎県・佐賀県・大分県の西日本ACでは、産経新聞も委託販売していた。九州・山口特別版発刊以降の同紙は、福岡都市圏・久留米市・佐賀市を除き、原則として毎日新聞販売所に販売委託している（福岡都市圏では、毎日の店舗での扱い無し）
※佐賀市内では、朝日新聞・毎日新聞の販売所に、産経新聞を委託されていたが、2018年（平成30年）3月より、8年6カ月ぶりに同市内の一部の西日本ACでの産経新聞の委託販売を再開した。
※2018年（平成30年）3月31日までは、宮崎県・鹿児島県でも西日本新聞と西スポが発行・販売されていたが、熊本県同様、地元紙か全国紙の販売所に委託しての販売・配達だった。

## テレビ・ラジオ欄
2024年4月頃に掲載局の見直しが行われ、大幅に刷新された。
中面は各県別から各版共通に変更された。

### 共通項目
- 最終面
  - 地上波フルサイズ：NHK 総合、NHK Eテレ
  - BS 2/3サイズ：NHK BS、NHK BSプレミアム4K
  - BS クォーターサイズ（左から）：BS12 トゥエルビ、BS11 イレブン、BSフジ、BSテレ東、BS-TBS、BS朝日、BS日テレ
- 中面（全てクォーターサイズ）
  - BS・CS ：WOWOW（プライム、シネマ、ライブ）、時代劇専門チャンネル、J SPORTS（1、2）、BSよしもと、BS松竹東急、BS10、放送大学テレビ
  - AMラジオ：NHK第1、NHK第2、RKB RKB毎日、KBC 九州朝日、NBC 佐賀、NBC 長崎、RKK 熊本、OBS 大分
  - FMラジオ：NHK FM、FM 福岡、CROSS FM、LOVE FM、FM 佐賀、FM 長崎、FM 熊本、FM 大分
  - 短波ラジオ：ラジオNIKKEI

### 地域別項目
※全て最終面
- 福岡県版
  - 地上波フルサイズ：TNC テレビ西日本、テレQ 九州放送、RKB RKB毎日放送、KBC 九州朝日放送、FBS 福岡放送

※上記の通り、掲載局の見直しが行われた際に、隣県の地上波局が非掲載となった。
- 佐賀県版
  - 地上波フルサイズ：サガテレビ、テレQ 九州放送、RKB RKB毎日放送、KBC 九州朝日放送、FBS 福岡放送
  - 地上波2/3サイズ：TNC テレビ西日本
  - 地上波クォーターサイズ：KTN テレビ長崎、NBC 長崎放送

※サガテレビの表記は1969年の開局から長年にわたって「STS サガ」→「STS サガテレビ」と表記されていたが、2016年6月1日付から「サガテレビ」の表記のみに変更された。
- 長崎県版
  - 地上波フルサイズ：KTN テレビ長崎、NBC 長崎放送、NCC 長崎文化放送、NIB 長崎国際テレビ
  - 地上波2/3サイズ：KBC 九州朝日放送、FBS 福岡放送
  - 地上波クォーターサイズ：TNC テレビ西日本、RKB RKB毎日放送、テレQ 九州放送

※長崎県では五島列島や壱岐・対馬など一部地域の輸送事情により朝刊配達が日中となるため、それに配慮して中面に「明日（休刊日は明後日）のテレビ」として、NHK総合、Eテレ、BS２波と在長崎4局の翌日の番組が掲載されていたが、上記の通り、掲載局の見直しが行われた際に非掲載になった。
- 熊本県版
  - 地上波フルサイズ：TKU テレビ熊本、RKK 熊本放送、kkt! くまもと県民テレビ、KAB 熊本朝日放送
  - 地上波2/3サイズおよびクォーターサイズ：長崎県版と同じ
- 大分県版
  - 地上波フルサイズ：TOS テレビ大分、OBS 大分放送、OAB 大分朝日放送、テレQ 九州放送
  - 地上波2/3サイズ：TNC テレビ西日本、RKB RKB毎日放送、KBC 九州朝日放送
  - 地上波クォーターサイズ：FBS 福岡放送

原則として、西日本新聞と結びつきが強いフジネットワーク各局を民放の一番手に掲載している（過去にあった山口県版は県内にフジテレビ系列局が無いため除く）
夕刊のテレビ欄は、NHK総合、TNC、テレQ、RKB、KBC、FBS、サガテレビをフルサイズ掲載、NHK EテレとNHK BS1・BSプレミアムをハーフサイズで掲載。中面にはNHK第1・第2・FMと福岡県内の民放ラジオ5社、BSデジタル単独テレビ10局、NHK Eテレのデジタルマルチ放送（D023chおよびワンセグ2）に加え、ハーフサイズでNHK総合と在福5局の「あすのテレビ番組欄」が掲載されている。土曜夕刊では放送大学テレビの週刊番組表も掲載されている。夕刊のサガテレビ（TNCと西日本新聞が出資）の番組欄は、筑後地方の一部で受信が可能なことと、佐賀県の一部地域で宅配されているのに配慮して掲載されている。
毎週日曜日、当日から次の土曜日までの、NHK-FMの週間番組表が掲載される。

## 連載漫画
- 朝刊 - 「ねえ、ぴよちゃん」（青沼貴子）
- 夕刊 - なし[注釈 5]

## 産経新聞との関係
産経新聞との関連としては、九州総局・本部のデスクが、西日本新聞会館内にかつてあった（現在は福岡市中央区渡辺通に在る「サンライトビル」へ移転）。産経新聞は九州に直営販売所が無いため、他社（後述する九州発刊以前は、原則として西日本新聞）系列の販売所への販売委託が行われている。
2009年9月30日付までの九州・山口向け紙面は、締切が前日夕方6時(18時)=6版=だったため、大半の記事は、近畿・中四国向け紙面に比べ、1日遅れでの掲載だった。2009年10月1日付からは、毎日新聞西部本社・鳥栖工場での委託印刷により「九州・山口特別版」としてリニューアル発刊されるようになり（これによって、記事の掲載遅れもほぼ解消）、福岡都市圏と久留米市で、西日本新聞の販売所（西日本AC）に、販売委託を継続した他は、九州・山口地区の大半で、毎日新聞販売所（佐賀市内では、一部の朝日新聞販売所でも扱い。ただし、2018年3月からは、同市内の一部の西日本ACに対し、販売委託を再開）に販売委託されるようになった。ただし、沖縄県へは、大阪からの空輸が継続されている。
また、九州・山口特別版では県域版が掲載されておらず、代わりに「九州・山口版」として、九州・山口のローカルニュースをまとめて掲載している。ただし、サンケイスポーツは、当面九州での現地発行を実施しないとしており、夕刊フジは現地発行が実施されないまま2025年2月1日号（1月31日発行）をもって休刊となった。

## 備考
福岡県のその他の地元紙
- 有明新報 - 大牟田市を中心とした県南部、および荒尾市を中心とした熊本県北西部で発行している。週6回刊。
- 日刊大牟田新聞 - 2018年廃刊[11]
- 糸島新聞 - 糸島市で発行している。週刊。
- 久留米日日新聞 - 2017年廃刊
- フクニチ住宅新聞 - 2020年廃刊